# Yehezkel Kaufmann

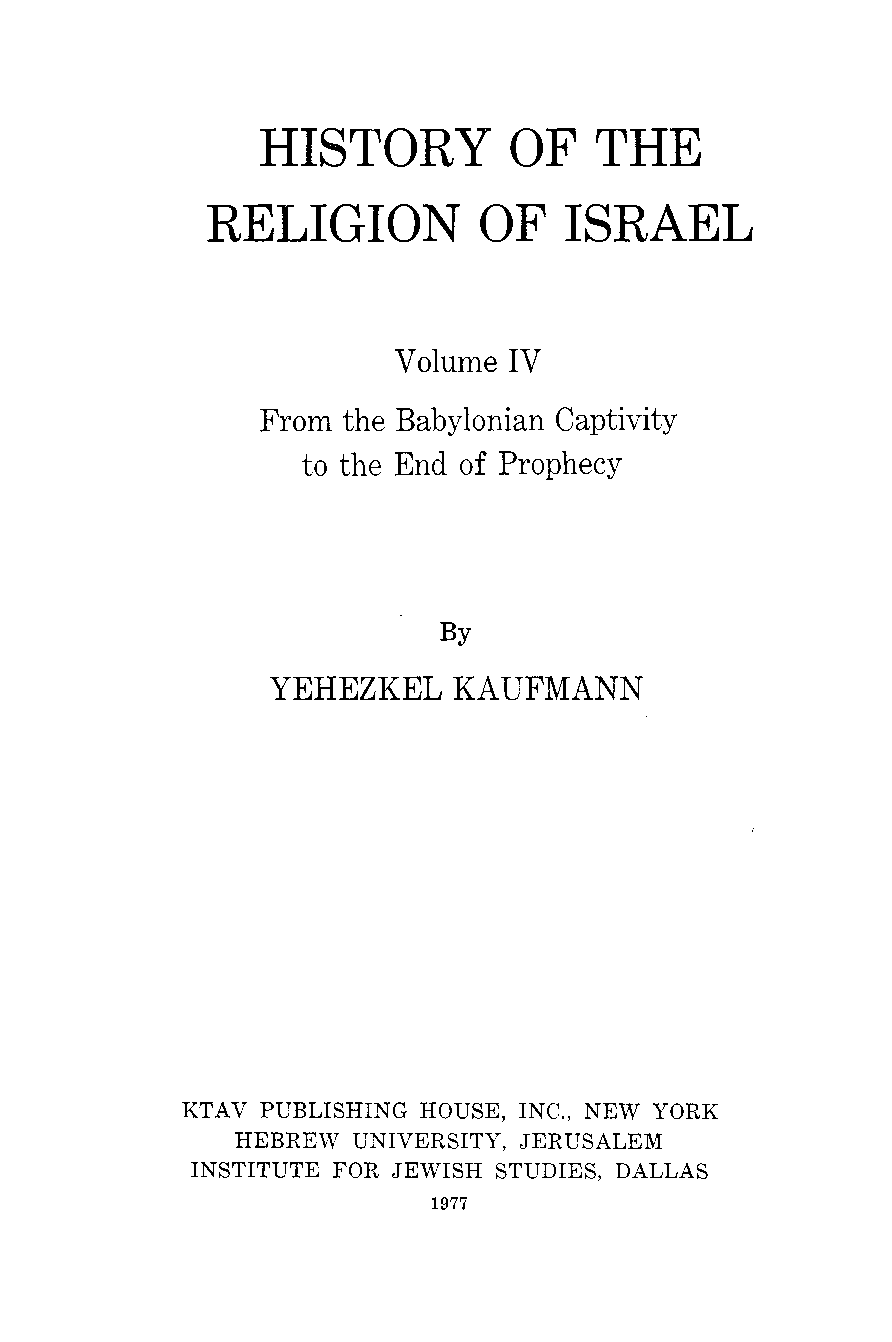
Página de título de la Historia de la religión de Israel de Yehezkel Kaufmann.

Yehezkel Kaufmann (en hebreo: יחזקאל קויפמן); (Podolia, Imperio ruso, 1889 – Jerusalén, Israel, 9 de octubre de 1963) fue un filósofo y erudito bíblico israelí asociado con la Universidad Hebrea de Jerusalén. Su principal contribución al estudio de la religión bíblica fue su tesis de que el monoteísmo de Israel no fue un desarrollo gradual del paganismo sino algo completamente nuevo.

## Biografía
Yehezkel Kaufmann nació en Ucrania, en ese entonces parte del Imperio ruso. Su conocimiento talmúdico lo adquirió en la Yeshivá del rabino Chaim Tchernowitz (Rav Tzair) en Odesa y en Petrogrado, y su formación filosófica y bíblica fue en la Universidad de Berna. Completó su doctorado sobre "el principio de razón suficiente" en 1918 y lo publicó en 1920 en Berlín. Comenzó a enseñar en Eretz Israel en 1928 y se convirtió en profesor de Biblia en la Universidad Hebrea en 1949.

## Obras primarias

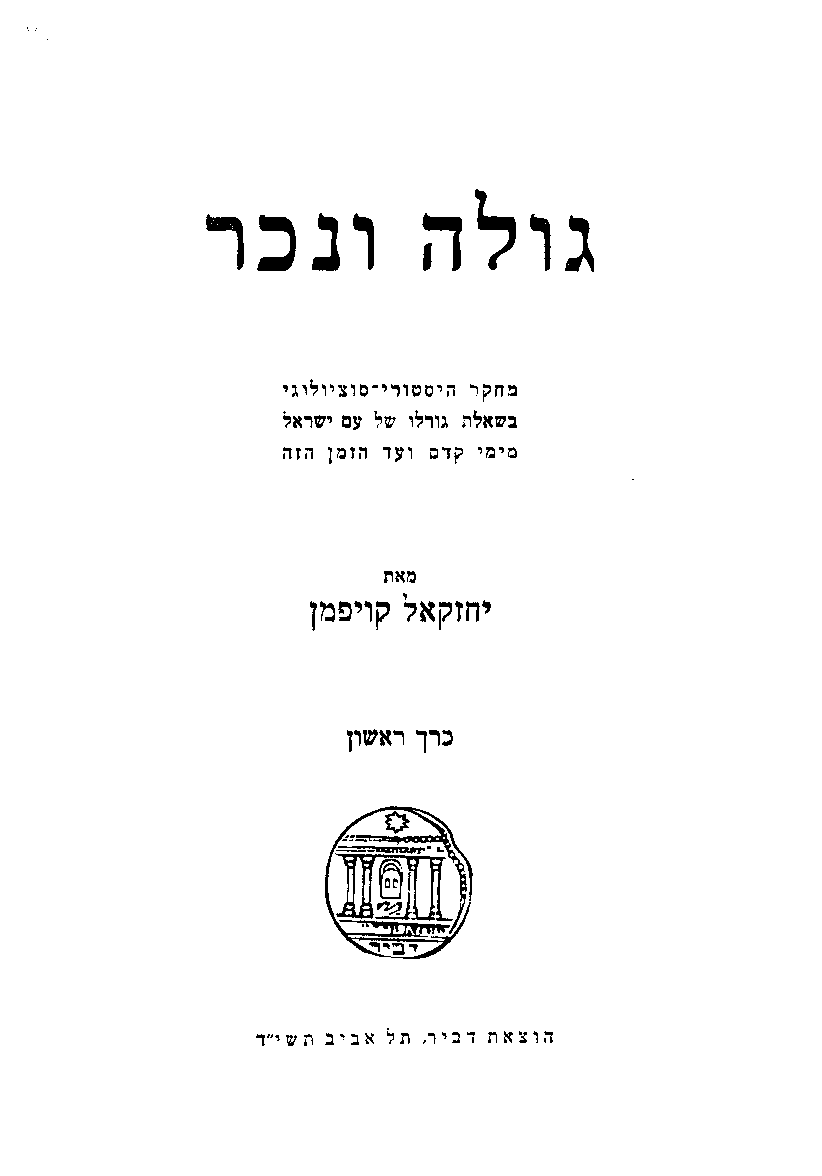
Página de título de Exilio y distanciamiento de Yehezkel Kaufmann.

Kaufmann fue autor de decenas de publicaciones, casi exclusivamente en hebreo. En 1920, publicó Contra las pretensiones del enfoque fenomenológico de Husserl, pero esta sería su última publicación sobre filosofía abstracta.

### Exilio y distanciamiento
Su primer trabajo importante fue Exilio y distanciamiento: Un estudio sociohistórico sobre la cuestión del destino de la Nación de Israel desde la antigüedad hasta el presente (1930), en el que sugiere que lo que preservó la singularidad de Israel a través de los siglos fue únicamente su religión. Entre los temas básicos de esta obra está que es la tensión entre "universalismo" y "nacionalismo" lo que constituye el problema fundacional del judaísmo. Esta tensión se remonta a las primeras épocas del judaísmo en las que se yuxtaponía una concepción universalista de Dios con los problemas sociopolíticos locales de un pequeño pueblo tribal, incluso después de que ese pueblo hubiera sido exiliado de su tierra natal. YHVH es el gobernante de todo el universo, pero se revela a sí mismo y sus mandamientos solo a Israel. Es esta misma tensión la que Kaufmann atribuye al fenómeno más moderno del exilio y la guetización. Entre las posiciones polémicas de Kaufmann estaba su creencia de que el sionismo no podía proporcionar la solución definitiva al problema judío.

### La Religión de Israel
El trabajo más conocido de Kaufmann es el masivo La religión de Israel, desde sus comienzos hasta el exílio babilónico (תולדות האמונה הישראלית, Toledot HaEmunah HaYisraelit)  (1960), que abarca la historia de la religión y la literatura bíblica. La obra es importante tanto por su alcance profundo como porque ofrecía un enfoque crítico del estudio bíblico que, sin embargo, se oponía a la hipótesis documental de Julius Wellhausen, que dominaba el estudio bíblico en ese momento (Hyatt 1961). Entre las opiniones de Kaufmann expresadas en este trabajo están que no se obtuvo una relación simbiótica ni sincrética entre los antiguos cananeos y los israelitas. Las influencias externas en la religión israelita ocurrieron únicamente antes de la época de Moisés. Sin embargo, el monoteísmo, que en opinión de Kaufmann comenzó en la época de Moisés, no fue el resultado de influencias de ninguna cultura circundante, sino que fue únicamente un fenómeno israelita. Después de la adopción del monoteísmo, se descubre que la creencia israelita está libre de fundamentos mitológicos, hasta el punto de que las Escrituras ni siquiera entienden el paganismo (que, en opinión de Kauffman, es cualquier religión distinta del judaísmo, el cristianismo o el Islam (Hyatt 1961) ). Kaufmann resumió su posición en estas palabras: "La religión israelita fue una creación original del pueblo de Israel. Era absolutamente diferente de todo lo que conocía el mundo pagano; su cosmovisión monoteísta no tiene antecedentes en el paganismo".
La adoración ocasional de Baal nunca fue un movimiento orgánico del pueblo, sino que solo fue promovida por la corte real, principalmente bajo Acab y Jezabel. La adoración de ídolos de la que hablan las Escrituras era solo "idolatría fetichista vestigial", y no un apego genuino de la gente a tales formas de adoración, o la influencia de una cultura extranjera.

#### El apóstol-profeta
Kaufmann ve al clásico "apóstol-profeta" o "mensajero-profeta" de la literatura profética (Nevi'im) como un fenómeno únicamente israelita, la culminación de un largo proceso de desarrollo religioso que no está influenciado de ninguna manera por las culturas circundantes. Esta posición es, en la mayoría de los casos, bastante tradicional; por ejemplo, concuerda bien con la declaración de Maimónides de que "Sin embargo, que un individuo hiciera un reclamo de profecía sobre la base de que Dios le había hablado y lo había enviado en una misión era algo que nunca se había oído antes de Moisés, nuestro Maestro". ( GP I:63, S. Pines, 1963). La principal innovación de los profetas no fue, por lo tanto, la creación de la religión de Israel de novo (ya que ésta ya existía y había facilitado su propio surgimiento), sino más bien el enfoque único en el aspecto ético de la religión, el cambio en la primacía de culto a la moralidad y la insistencia en que el cumplimiento de la voluntad de Dios se encuentra en el dominio moral.

#### Autoría bíblica
Kaufmann considera que las partes no proféticas de las Escrituras reflejan una etapa anterior de la religión israelita. Si bien acepta la existencia de las tres fuentes primarias JE, P y D, afirma, en oposición a Wellhausen y otros, que la fuente P es significativamente anterior al exilio de Babilonia y Deuteronomio. Apoyando este punto de vista, según Kaufmann, es que la fuente P no reconoce la centralización del culto y solo trata cuestiones relacionadas con los rituales de sacrificio locales. Sugiere que las partes historiográficas de las Escrituras no recibieron la gran edición que postulaba el criticismo bíblico de la época.

#### Traducciones
Toldot Ha'Emunah Ha'Yisraelit de Kaufmann es una gran obra de 4 volúmenes, escrita, por supuesto, en hebreo. Una alternativa bien escrita y muy accesible es la traducción y compendio en inglés de un volumen del Prof. Moshe Greenberg, titulado The Religion of Israel, de Yehezkel Kaufmann, publicado por la Universidad de Chicago, (1960), y su traducción al español.

### Comentarios bíblicos
Kaufmann escribió comentarios sobre el Libro de Josué y el Libro de los Jueces.

## Otros trabajos
- Jesekiel Kaufmann (variante del nombre en alemán), Eine Abhandlung über den zureichenden Grund: Erster Teil: Der logische Grund (lit. 'Un tratado sobre la razón suficiente: primera parte: la razón lógica'), Berlín: Ebering, 1920, en alemán (tesis doctoral, consulte la sección Biografía ).

## Premios y reconocimientos
En 1933, Kaufmann recibió el primer Premio Bialik de Pensamiento judío. Fue galardonado con el premio nuevamente en 1956.
En 1958, fue galardonado con el Premio Israel, en Estudios judaicos.

## Otras lecturas
- Hyatt, J. Philip (1961). «Yehezkel Kaufmann's view of the religion of Israel». Journal of Bible and Religion 29: 52-57.
- Kaufmann, Yehezkel (1960). The Religion of Israel, from Its Beginnings to the Babylonian Exile. Chicago: University of Chicago Press.
- Pines, Shlomo (1963). Moses Maimonides: The Guide of the Perplexed. Chicago: University of Chicago Press.
- Professor Yehezkel Kaufmann. Magnes Press (Hebrew language). 1960. pp. IX-XII.
- Sommer, Benjamin, Job Y. Jindo, and Thomas Staubli (2017). Yehezkel Kaufmann and the Reinvention of Jewish Biblical Scholarship. Fribourg: Academic Press and Vandenhoeck & Ruprecht (Orbis Biblicus et Orientalis 145).
- Pines, Shlomo (1963). Moses Maimonides: The Guide of the Perplexed. Chicago: University of Chicago Press.
- {de} Kaufmann, Yehezkel (Jecheskel): Die nationale Bewegung in dieser Stunde. Ed. Comité für ein Ungeteiltes Erez Israel, Jerusalem 1938, 28 pp
- Jacques Berlinerblau, Official Religion and Popular Religion in Pre-Exilic Ancient Israel, an academic paper discussing Kaufmann's hypothesis.

- Datos: Q8051240
- Multimedia: Yehezkel Kaufmann / Q8051240